# 1. zongoraverseny (Beethoven)
Ludwig van Beethoven  No. 1. C-dúr zongoraversenye az 1796–1797 években komponált opus 15. számot viselő mű, melyet a szerző a köztudatban elterjedt számozással ellentétben harmadikként írt ebben a műfajban.

## Keletkezése-története
Beethoven ezt a  zongoraversenyét 1796 és 1797 között írta. A mű bemutatója Prágában volt 1798-ban, a zongoraszólót maga Beethoven játszotta. A művet a szerző magas főúri pártfogójának, Odescalchi-Keglevich hercegasszonynak ajánlotta. A darab 1801-ben jelent meg nyomtatásban. 
Annak ellenére, hogy a mű az első zongoraversenyként vonult köztudatba, ez tulajdonképpen Beethoven harmadikként komponált zongoraversenye. Néhány évvel korábban Bonnban Beethoven próbálkozott már a zongoraverseny műfajával, de e sohasem publikált Esz-dúr versenyműnek csak a zongoraszólama maradt ránk (No. 0. zongoraverseny). A No. 2. op.19 B-dúr zongoraversenyt Beethoven saját kijelentése szerint 1794– 1795 években írta, tehát valójában ez az első publikált zongoraversenye.

## Tételei
I. Allegro con brio
II. Largo
III. Rondo. Allegro scherzando

## Szerkezete, jellemzői

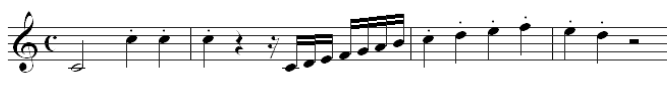
A mű nyitó témája

A szonátatétel mindhárom témájának megvan a sajátos profilja.

### I. Allegro con brio
Bár Beethoven zongoratechnikája a mű komponálásakor még nem alakult ki végleges formában, a zongoraverseny indítása meggyőző, pregnáns, egyértelmű és határozott téma, amely tömör akkordok  nyomán  bontakozik ki és végérvényes, tisztán kialakult mondanivalót hordoz. Az első tétel főtémáját elsősorban a ritmus jellemzi, a melléktéma nyolcadai kis hangközlépésekben haladva fonódnak dallamfüzérré.  A tételhez Beethoven  három kadenciát is írt, de a hangverseny-gyakorlatban számos más értékes kadenciát is játszanak, így a  kanadai zongoraművész Glenn Gould kadenciáját.
No. 1. C-dúr zongoraverseny, Op. 15 - I. Allegro con brio

Probléma esetén lásd:Médiafájlok kezelése.

### II. Largo
A lassú tétel töményebb zene a mozarti szerenád, vagy a románc típusú andantéknál. A sóhajszerű, töprengő főtéma a szólóhangszeren szólal meg, a zenekar szerepe a kommentár, a nyugtató, vigasztaló válasz.   
No. 1. C-dúr zongoraverseny, Op. 15 II. Largo

Probléma esetén lásd:Médiafájlok kezelése.

### III. Rondo. Allegro scherzando
A zárótéma a Viotti-hegedűversenyek indulótematikáját idézi, azt a típust, mellyel a Mozart zongoraversenyek elkezdődnek. Itt a zongora indít a kürt-kvintes menetekkel, a sziporkázó jókedv és számos tréfás ötlet tárháza. Ezek között említésre méltók a komikusan az ütem súlytalan részére helyezett hangsúlyok, a keresztezett kézzel való játék számtalan hatásos effektusa, nem utolsósorban az a bővérű népdal-emlék, amelyet Haydn és Mozart után Beethoven is gazdag humorral idéz fel. A karakterisztikus ritmusú rondót több alkalommal megszakítja a zongora rövid kadenciája, amely minden alkalommal úgy hat, mint egy szertelen ötlet, a szabadjára engedett fantázia félig tréfás, félig komoly játéka.
No. 1. C-dúr zongoraverseny, Op. 15 III. Rondo. Allegro scherzando

Probléma esetén lásd:Médiafájlok kezelése.

## Külső hivatkozások
- Piano Concerto No. 1 Musopen.com
- Archivum Beethoven Hauss Bonn

## Fordítás
- Ez a szócikk részben vagy egészben a Piano Concerto No. 1 (Beethoven) című angol Wikipédia-szócikk ezen változatának fordításán alapul.  Az eredeti cikk szerkesztőit annak laptörténete sorolja fel. Ez a jelzés csupán a megfogalmazás eredetét és a szerzői jogokat jelzi, nem szolgál a cikkben szereplő információk forrásmegjelöléseként.

### Lemezek
- Claudio Arrau, Alceo Galliera, Londoni Philharmonikus Zenekar (Decca Records SDD 227-1970)
- Szvjatoszlav Teofilovics Richter, Charles Munch, Bostoni Szimfonikus Zenekar (RCA Victor, 1961)
- Adolf Drescher, Georg Richter, Dán Királyi Szimfonikus Zenekar ( Old Vienna Classic, Austro Mechana, LC 6369, Dolby Surround CD)